# Orchestra hit
L'orchestra hit, que l'on pourrait traduire par "choc orchestral" ou "coup d'orchestre", est un son synthétisé créé par la superposition des sons d'un certain nombre d'instruments d'orchestre différents jouant une seule note ou un seul accord staccato. L'orchestra hit a été propagé par l'utilisation des premiers échantillonneurs, en particulier le Fairlight CMI où il était connu sous le nom d'échantillon ORCH2. Ce son échantillonné à partir d'un enregistrement de L'oiseau de feu d'Igor Stravinsky devient rapidement un marqueur musical très populaire à partir des années 80. Il est utilisé dans de multiples genres comme la  pop, le hip hop, le jazz fusion, la techno ainsi que dans les jeux vidéo.